# 西日本整形・災害外科学会
西日本整形・災害外科学会（にしにほんせいけい・さいがいげかがっかい、英語: West-Japanese Society Of Orthopedics & Traumatology）は、日本の学術研究団体の一つ。

## 概要
1951年6月24日設立。学術研究団体としての種別は単独学会。
整形外科学、災害外科学の進歩発展を図ることを目的としている。

## 沿革
- 1951年 - 西日本整形・災害外科学会設立

## 刊行物

### 整形外科と災害外科
- 誌名（和文）：整形外科と災害外科
- 誌名（欧文）：Orthopedics & Traumatology
- 創刊年：1951
- 資料種別：ジャーナル（査読付き論文を含む）
- 使用言語：日本語のみ
- 発行形態：印刷体、その他電子体
- 著作権帰属先：学会
- クリエイティブコモンズ：定めていない
- 購読：有料